# Шизофреническое число
Шизофреническое число (англ. Schizophrenic number, также известно как «ложное рациональное число» (англ. mock rational number)) — иррациональное число, обладающее определёнными характеристиками рациональных чисел.

## Определение
Определение шизофренических чисел приведено британским астрономом и популяризатором науки Дэвидом Дарлингом в его Универсальной книге математики:
Неофициальное название для иррационального числа, которое в виде десятичной дроби имеет в дробной части повторяющиеся последовательности цифр, придающие ему сходство с рациональным числом. Шизофреническое число можно получить следующим образом. Для любого натурального числа n пусть f (n) обозначает целое число, заданное рекуррентной формулой f (n) = 10 f (n — 1) + n с начальным значением f (0) = 0. Таким образом, f (1) = 1 , f (2) = 12, f (3) = 123 и т. д. В этом случае квадратные корни f (n) для нечётных целых чисел n будут иметь значения, сначала содержащие периодические последовательности цифр, характерные для  рациональных чисел, но затем переходящие в иррациональные. Например, последовательность из первых 500 цифр √f (49) выглядит так:

1111111111111111111111111.1111111111111111111111 0860
555555555555555555555555555555555555555555555 2730541
66666666666666666666666666666666666666666 0296260347
2222222222222222222222222222222222222 0426563940928819
4444444444444444444444444444444 38775551250401171874
9999999999999999999999999999 808249687711486305338541
66666666666666666666666 5987185738621440638655598958
33333333333333333333 0843460407627608206940277099609374
99999999999999 0642227587555983066639430321587456597
222222222 1863492016791180833081844 ...

Видно, что повторяющиеся последовательности цифр становятся всё короче, а длина «неупорядоченных» последовательностей цифр увеличивается  до тех пор, пока повторяющиеся последовательности не исчезают вообще. При этом, увеличивая n, можно «задавать» появление повторяющихся последовательностей цифр сколь угодно долго. В последовательности всегда  фигурируют  цифры 1, 5, 6, 2, 4, 9, 6, 3, 9, 2, ….
1111111111111111111111111.1111111111111111111111 0860
555555555555555555555555555555555555555555555 2730541
66666666666666666666666666666666666666666 0296260347
2222222222222222222222222222222222222 0426563940928819
4444444444444444444444444444444 38775551250401171874
9999999999999999999999999999 808249687711486305338541
66666666666666666666666 5987185738621440638655598958
33333333333333333333 0843460407627608206940277099609374
99999999999999 0642227587555983066639430321587456597
222222222 1863492016791180833081844 ...
The repeating strings become progressively shorter and the scrambled strings become larger until eventually the repeating strings disappear. However, by increasing n we can forestall the disappearance of the repeating strings as long as we like. The repeating digits are always 1, 5, 6, 2, 4, 9, 6, 3, 9, 2,....
Последовательность чисел, порождённых рекуррентной формулой {\displaystyle f\left(n\right)=10f\left(n-1\right)+n}; {\displaystyle f\left(0\right)=0}, описанной выше, выглядит так:
0, 1, 12, 123, 1234, 12345, 123456, 1234567, 12345678, 123456789, 1234567900, … (последовательность A014824 в OEIS).
Целые части их квадратных корней — соответственно:
0, 1, 3, 11, 35, 111, 351, 1111, 3513, 11111, 35136, 111111, 351364, 1111111, … (последовательность A068995 в OEIS), содержат как числа с повторяющимися последовательностями цифр, так и числа с «неупорядоченным» набором цифр, аналогично чередованию цифр в дробных частях значений квадратных корней.
Эта последовательность может быть выражена в общем виде, как {\displaystyle f\left(n\right)=f\left(0\right)\cdot 10^{n}+{\frac {10}{81}}\left(10^{n}-1\right)-{\frac {n}{9}}}.

## История
По оценке американского писателя и популяризатора науки Клиффорда Пиковера, шизофренические числа были обнаружены Кевином Брауном.
В своей книге «Чудеса чисел» Пиковер так описал историю шизофренических чисел:
Построение и открытие шизофренических чисел было вызвано требованием (опубликованным в Usenet newsgroup sci.math), чтобы иррациональное число, выбранное случайным образом, не содержало бы в первых 100 знаках повторяющихся последовательностей цифр. Было отмечено, что если бы такая последовательность была найдена, это стало бы неопровержимым доказательством существования Бога или внеземного разума. (Иррациональное число — это любое число, которое не может быть выражено как отношение двух целых чисел. Трансцендентные числа, такие как e и π, и другие, такие как квадратный корень из 2, являются иррациональными).